# The Time and the Place/The Lost Concert
The Time and the Place/The Lost Concert è un album dal vivo del quintetto condotto da Art Farmer, pubblicato dalla Mosaic Records (su CD) nel 2007. I brani furono registrati il 18 agosto 1966 al The Museum of Modern Art di New York (Stati Uniti).

## Tracce
1. On the Trail – 10:00 (Ferde Grofé)
2. Band Announcement – 0:46
3. Far Away Lands – 6:36 (Jimmy Heath)
4. The Shadow of Your Smile – 14:15 (Johnny Mandel, Paul Francis Webster)
5. Dailey Bread – 11:41 (Albert Dailey)
6. Blue Bossa – 7:40 (Kenny Dorham)
7. Is That So? – 8:40 (Duke Pearson)
8. The Time and the Place – 10:24 (Jimmy Heath)

## Musicisti
- Art Farmer - flicorno
- Jimmy Heath - sassofono tenore
- Albert Dailey - pianoforte
- Walter Booker - contrabbasso
- Mickey Roker - batteria